# Neoscaptia bimaculata
Neoscaptia bimaculata là một loài bướm đêm thuộc phân họ Arctiinae, họ Erebidae.